# Seznam klubů v nejvyšších fotbalových soutěžích zemí AFC
Toto je seznam klubů, které hrají v nejvyšších fotbalových soutěžích zemí, které patří k Asijské fotbalové konfederaci. Patří sem všechny státy z asijského kontinentu, kromě Arménie, Ázerbájdžánu, Gruzie, Izraele, Kazachstánu a Kypru, kteří patří k UEFA, ale na druhou stranu do AFC patří Austrálie a ostrov Guam. Hongkong a Macao, jakožto speciální administrativní regiony Čínské lidové republiky, mají také své vlastní fotbalové federace, patřící pod AFC. Čínská republika - Tchaj-wan (ve světě sportu používá název Čínská Tchaj-pej) a Palestinská autonomie mají také své vlastní fotbalové federace, patřící do AFC.

## Austrálie
- Australské fotbalové kluby
- Fotbalová asociace: Football Federation Australia
- Nejvyšší soutěž: Hyundai A-League

Sezóna 2006/2007:
| Klub                      | Město                       |
| ------------------------- | --------------------------- |
| Adelaide United FC        | Adelaide, Jižní Austrálie   |
| Central Coast Mariners FC | Gosford, Nový Jižní Wales   |
| Melbourne Victory FC      | Melbourne, Victoria         |
| Newcastle United Jets FC  | Newcastle, Nový Jižní Wales |
| New Zealand Knights FC    | Auckland, Nový Zéland       |
| Perth Glory FC            | Perth, Západní Austrálie    |
| Queensland Roar FC        | Brisbane, Queensland        |
| Sydney FC                 | Sydney, Nový Jižní Wales    |

## Bahrajn
- Bahrajnské fotbalové kluby
- Fotbalová asociace: Bahrain Football Association
- Nejvyšší soutěž: Bahraini Premier League

Sezóna 2006/2007:
| Klub               | Město            |
| ------------------ | ---------------- |
| al-Ahli Club       | Manama           |
| Bahrain Club       | Manama           |
| Bahrain Riffa Club | Manama           |
| Busaiteen          | Al Busaytin      |
| East Riffa Club    | Riffa ash-Sharki |
| Malkiya Club       | Al-Malikiyah     |
| Muharraq Club      | Al-Muharraq      |
| al-Najma Club      | Madinat 'Isa     |
| al-Shabab Club     | Manama           |
| Sitra Club         | Manama           |

## Bangladéš
- Bangladéšské fotbalové kluby
- Fotbalová asociace: Bangladesh Football Federation
- Nejvyšší soutěž: Bangladesh Professional Football League

Sezóna 2006/2007:
| Klub               | Město     |
| ------------------ | --------- |
| Abahani KC         | Dháka     |
| Abahani KC         | Čitágong  |
| Abahani KC         | Khulna    |
| Arambagh KS        | Dháka     |
| Badda JS           | Dháka     |
| Brothers Union     | Dháka     |
| Faridpur DSA       | Faridpur  |
| Jalalabad Football | Jalalabad |
| Mohammedan SC      | Dháka     |
| Mohammedan SC      | Čitágong  |
| Muktijoddha SKC    | Dháka     |
| Sheikh Russell KC  | Dháka     |

## Bhútán
- Bhútánské fotbalové kluby
- Fotbalová asociace: Bhutan Football Federation
- Nejvyšší soutěž: Bhutan A-Division

Sezóna 2006:
| Klub                 | Město  |
| -------------------- | ------ |
| Transport United FC  | Thimbú |
| DrukPol FC           | Thimbú |
| DrukStar FC          | Thimbú |
| Yeedzin FC           | Thimbú |
| Royal Bhutan Army FC | Thimbú |
| Rigzung FC           | Thimbú |
| RIHS FC              | Thimbú |
| Choden FC            | Thimbú |

## Brunej
- Brunejské fotbalové kluby
- Fotbalová asociace: Football Association of Brunei Darussalam
- Nejvyšší soutěž: Shell Helix B-League

Sezóna 2005/2006:
| Klub        | Město        |
| ----------- | ------------ |
| ABDB        | Tutong       |
| AH United   |              |
| Bandaran    | Kuala Belait |
| DPMM FC     | Jerudong     |
| Indera FC   |              |
| Jerudong FC | Jerudong     |
| Kasuka FC   | Tutong       |
| NBT FC      | Barakas      |
| QAF FC      |              |
| Wijaya FC   |              |

## Čína
- Čínské fotbalové kluby
- Fotbalová asociace: Football Association of the People's Republic of China
- Nejvyšší soutěž: Chinese Super League

Sezóna 2006:
| Klub               | Město         |
| ------------------ | ------------- |
| Beijing Guoan      | Peking        |
| Changchun Yatai    | Čchang-čchun  |
| Chongqing Lifan    | Čchung-čching |
| Dalian Shide       | Ta-lien       |
| Liaoning FC        | Fu-šun        |
| Qingdao Zhongneng  | Čching-tao    |
| Shandong Luneng    | Ťi-nan        |
| Shanghai Shenhua   | Šanghaj       |
| Shanghai United FC | Šanghaj       |
| Shenyang Ginde     | Šen-jang      |
| Shenzhen Kingway   | Šen-čen       |
| Tianjin Teda FC    | Tchien-ťin    |
| Wuhan Huanghelou   | Wu-chan       |
| Xiamen Lanshi      | Sia-men       |
| Xi'an Chanba       | Si-an         |

## Čínská Tchaj-pej (Čínská republika)
- Tchajwanské fotbalové kluby
- Fotbalová asociace: Chinese Taipei Football Association
- Nejvyšší soutěž: Enterprise Football League

Sezóna 2007:
| Klub                    | Město     |
| ----------------------- | --------- |
| Chinese Taipei Olympic  | Tchaj-pej |
| NSTC                    | Tchaj-pej |
| Taiwan Power Company FC | Feng-šan  |
| Tatung FC               | Tchaj-pej |

pozn.: Chinese Taipei Olympic je reprezentační tým Čínské Tchaj-pej do 23 let. Tento tým je někdy nazýván také jako Fubon Financial FC. NSTC je někdy nazýván jako Kenting Chateau FC.

## Filipíny
- Filipínské fotbalové kluby
- Fotbalová asociace: Philippine Football Federation
- Nejvyšší soutěž: National Men's Open Championship

Sezóna 2006:
| Klub                       | Město       |
| -------------------------- | ----------- |
| Baguio City-Benguet FA     | Baguio City |
| FA of Masbate              |             |
| Iligan-Lanao del Norte FA  | Iligan      |
| Iloilo FA                  | Iloilo      |
| National Capital Region FA | Manila      |
| Negros Occidental FA       | Bacolod     |
| North Cotabato FA          |             |
| Zamboanga FA               | Zamboanga   |

## Guam
- Guamské fotbalové kluby
- Fotbalová asociace: Guam Football Federation
- Nejvyšší soutěž: Guam Soccer League

Sezóna 2006/2007:
| Klub                 | Město |
| -------------------- | ----- |
| Bio Hazard           |       |
| Core Tech            |       |
| Crushers             |       |
| Guam Shipyard        |       |
| GUM U15              |       |
| GUM U17              |       |
| Han Ma Um            |       |
| No Ka Oi             |       |
| PaintCo Strykers     |       |
| Quality Distributors |       |
| TakeCare Tigers      |       |
| Toyota 4Runners      |       |

## Hongkong
- Hongkongské fotbalové kluby
- Fotbalová asociace: Chinese Taipei Football Association
- Nejvyšší soutěž: Enterprise Football League

Sezóna 2006/2007:
| Klub             |
| ---------------- |
| Citizen AA       |
| Happy Valley AA  |
| Hong Kong FC     |
| Hong Kong 08     |
| Kitchee FC       |
| Lanwa FC         |
| Rangers FC       |
| South China AA   |
| Wofoo Tai Po     |
| Xiangxue Sun Hei |

## Indie
- Indické fotbalové kluby
- Fotbalová asociace: All India Football Federation
- Nejvyšší soutěž: I-League

Sezóna 2006:
| Klub                  | Město         |
| --------------------- | ------------- |
| Air India             | Bombaj        |
| Churchill Brothers SC | Margao        |
| Dempo SC              | Panjim        |
| East Bengal FC        | Kalkata       |
| JCT FC                | Ludhiana      |
| Mahindra United       | Bombaj        |
| Mohammedan SC         | Kalkata       |
| Mohun Bagan AC        | Kalkata       |
| SC Goa                | Panjim        |
| Tata Football Academy | Jamshedpur    |
| Salgaocar FC          | Vasco da Gama |
| Vasco SC              | Vasco da Gama |

## Indonésie
- Indonéské fotbalové kluby
- Fotbalová asociace: Football Association of Indonesia
- Nejvyšší soutěž: Liga Indonesia

Sezóna 2006:
Wilayah Barat (Jáva a Sumatra)
| Klub                    | Město                                  |
| ----------------------- | -------------------------------------- |
| Arema Malang            | Malang, Jawa Timur                     |
| Persib Bandung          | Bandung, Jawa Barat                    |
| PSDS Deli Serdang       | Deli Serdang, Sumatra Utara            |
| Persija Jakarta         | Jakarta, Daerah Khusus Ibukota Jakarta |
| Persitara Jakarta Utara | Jakarta, Daerah Khusus Ibukota Jakarta |
| Persijap Jepara         | Jepara, Jawa Timur                     |
| PSMS Medan              | Medan, Sumatra Utara                   |
| Persekabpas Pasuruan    | Pasuruan, Jawa Timur                   |
| PSIS Semarang           | Semarang, Jawa Tengah                  |
| Persikota Tangerang     | Tangerang, Banten                      |
| Persita Tangerang       | Tangerang, Banten                      |
| PSIM Yogyakarta         | Yogyakarta, Daerah Istimewa Yogyakarta |
| Semen Padang FC         | Padang, Jawa Barat                     |
| Sriwijaya FC            | Palembang, Sumatra Utara               |

Wilayah Timur (Kalimantan, Papua, Sulawesi, Timor a Východní Jáva)
| Club                       | City                               |
| -------------------------- | ---------------------------------- |
| Delta Putra Sidoarjo       | Sidoarjo, Jawa Timur               |
| Persiba Balikpapan         | Balikpapan, Kalimantan Timur       |
| PKT Bontang                | Bontang, Kalimantan Timur          |
| Persibom Boolang Mongondow | Bolaang Mongondow, Sulawesi Utara  |
| Persegi Gianyar            | Gianyar, Bali                      |
| Persipura Jayapura         | Jayapura, Papua                    |
| Persik Kediri              | Kediri, Jawa Timur                 |
| Persela Lamongan           | Lamongan, Jawa Timur               |
| PSM Makassar               | Makassar, Sulawesi Selatan         |
| Persema Malang             | Malang, Jawa Timur                 |
| Persmin Minahasa           | Minahasa, Sulawesi Utara           |
| PSS Sleman                 | Sleman, Daerah Istimewa Yogyakarta |
| Persiter Ternate           | Ternate, Maluku Utara              |
| Persiwa Wamena             | Wamena, Papua                      |

## Irák
- Irácké fotbalové kluby
- Fotbalová asociace: Iraqi Football Association
- Nejvyšší soutěž: Dawri al-Nokba

Sezóna 2006/2007:
Baghdádská divize
| Klub              | Město  |
| ----------------- | ------ |
| al-Adala          | Bagdád |
| al-Jaish          | Bagdád |
| al-Kahraba        | Bagdád |
| al-Naft           | Bagdád |
| al-Quwa al-Jawiya | Bagdád |
| al-Ramadi         | Ramadi |
| al-Shurta         | Bagdád |
| al-Sina'a         | Bagdád |
| al-Talaba         | Bagdád |
| al-Zawra'a        | Bagdád |

Jižní divize
| Klub           | Město    |
| -------------- | -------- |
| al-Forat       |          |
| al-Mina'a      | Basra    |
| al-Najaf       | Najaf    |
| Ash Shatra     | Násiríja |
| Karbala'a      | Karbala  |
| Maysan         | Amára    |
| Naft al-Junoub | Basra    |

Severní divize
| Klub            | Město        |
| --------------- | ------------ |
| Arbil FC        | Arbil        |
| Duhok FC        | Duhok        |
| Kirkuk FC       | Kirkuk       |
| Mosul FC        | Mosul        |
| Samara'a FC     | Samara'a     |
| Sirwan FC       | Sulaymaniyah |
| Sulaymaniyah FC | Sulaymaniyah |

## Írán
- Íránské fotbalové kluby
- Fotbalová asociace: Islamic Republic of Iran Football Federation
- Nejvyšší soutěž: Persian Gulf Cup

Sezóna 2006/2007:
| Klub                | Město           |
| ------------------- | --------------- |
| Abu Moslem          | Mašhad          |
| Bargh Shiraz FC     | Šíráz           |
| FC Esteghlal Ahvaz  | Ahváz           |
| FC Esteghlal Tehran | Teherán         |
| Fajr Sepasi         | Šíráz           |
| Foolad FC           | Ahváz           |
| Malavan FC          | Bandar-e Anzali |
| Mes Kerman FC       | Kerman          |
| Pas FC              | Teherán         |
| Paykan Tehran FC    | Teherán         |
| Persepolis FC       | Teherán         |
| Rah Ahan FC         | Teherán         |
| Saba Battery FC     | Teherán         |
| Saipa FC            | Káradž          |
| Foolad Sepahan FC   | Isfahan         |
| Zob Ahan FC         | Isfahan         |

## Japonsko
- Japonské fotbalové kluby
- Fotbalová asociace: Japan Football Association
- Nejvyšší soutěž: J. League

Sezóna 2007:
| Klub                    | Město       |
| ----------------------- | ----------- |
| Albirex Niigata         | Niigata     |
| Gamba Ósaka             | Suita       |
| JEF United Ičihara Čiba | Čiba        |
| Júbilo Iwata            | Iwata       |
| Kašima Antlers          | Kašima      |
| Kašiwa Reysol           | Kašiwa      |
| Kawasaki Frontale       | Kawasaki    |
| Nagoja Grampus Eight    | Nagoja      |
| Óita Trinita            | Óita        |
| Omija Ardija            | Saitama     |
| Sanfrecce Hirošima      | Hirošima    |
| Šimizu S-Pulse          | Šizuoka     |
| FC Tokio                | Čofu, Tokio |
| Urawa Red Diamonds      | Saitama     |
| Ventforet Kófu          | Kófu        |
| Vissel Kóbe             | Kóbe        |
| Jokohama F. Marinos     | Jokohama    |
| Jokohama FC             | Jokohama    |

## Jemen
- Jemenské fotbalové kluby
- Fotbalová asociace: Yemen Football Association
- Nejvyšší soutěž: Yemeni League

Sezóna 2006:
| Klub               | Město      |
| ------------------ | ---------- |
| al-Ahli San'a      | Saná       |
| al-Hilal           | al-Hudayda |
| al-Rasheed         | Ta'izz     |
| al-Saqr            | Ta'izz     |
| al-Sha'ab          | al-Mukalla |
| al-Sha'ab          | Ibb        |
| al-Shula           | Aden       |
| al-Taawun          | Badan      |
| al-Tadamun         | Shabwah    |
| al-Tilal           | Aden       |
| al-Yarmuk al-Rawda | Saná       |
| Hassan             | Zinjibar   |
| May 22             | Saná       |
| Shabah al-Jeel     | al-Hudayda |

## Jordánsko
- Jordánské fotbalové kluby
- Fotbalová asociace: Jordan Football Association
- Nejvyšší soutěž: Jordan League

Sezóna 2006/2007:
| Klub                        | Město |
| --------------------------- | ----- |
| al-Arabi                    | Irbid |
| al-Buq'aa                   | Ammán |
| al-Faisaly                  | Ammán |
| al-Hussein                  | Irbid |
| al-Ittihad                  | Ramsa |
| al-Jazira                   | Ammán |
| al-Ramtha                   | Irbid |
| al-Wihdat                   | Ammán |
| al-Yarmuk                   | Ammán |
| Shabab al-Ordon al-Qadisiya | Ammán |

## Kambodža
- Kambodžské fotbalové kluby
- Fotbalová asociace: Cambodian Football Federation
- Nejvyšší soutěž: Cambodian League

Sezóna 2006:
| Klub                       | Město     |
| -------------------------- | --------- |
| Army Division of Logistics |           |
| Kandal Province            |           |
| Khemara                    | Phnompenh |
| Koh Kong Province          |           |
| Military Police            | Siem Reap |
| Naga Resort                |           |
| Phnompenh United           | Phnompenh |
| Royal Cambodian Air Force  |           |
| Royal Navy                 |           |
| Siem Reap Province         | Siem Reap |

## KatarKatar
- Katarské fotbalové kluby
- Fotbalová asociace: Qatar Football Association
- Nejvyšší soutěž: Qatari League

Sezóna 2006/2007:
| Klub         | Město              |
| ------------ | ------------------ |
| al-Ahli SC   | Dauhá              |
| al-Arabi SC  | Dauhá              |
| al-Gharrafa  | Dauhá              |
| al-Khor SC   | al-Khawr           |
| al-Rayyan SC | Ar Rayyan          |
| al-Sadd SC   | Dauhá              |
| al-Shamal SC | Madinat ash Shamal |
| al-Wakra     | al-Wakrah          |
| Qatar SC     | Dauhá              |
| Umm-Salal SC | Umm Salal          |

## KLDR
- Fotbalové kluby KLDR
- Fotbalová asociace: DPR Korea Football Association
- Nejvyšší soutěž: DPR Korea League

Sezóna 2007:
Východ
| Klub                  | Město     |
| --------------------- | --------- |
| Humhŭng Mecanilary    | Humhŭng   |
| Ch'ŏngjin Chandongcha | Chongjin  |
| Kimch'aek FC          | Kimch'aek |
| Najin Industry        |           |
| Samp'o Cargo          |           |
| Wonson Shippers       |           |

Západ
| Klub                  | Město       |
| --------------------- | ----------- |
| April 25              | Namp'o      |
| Haeju Army            |             |
| Kaesong Power         | Keap'ung    |
| Pyongyang CSG         | Pchjongjang |
| Sariwon United        |             |
| Sinŭiju Locomotive FC | Sinidžu     |

## Korejská republika
- Jihokorejské fotbalové kluby
- Fotbalová asociace: Korea Football Association
- Nejvyšší soutěž: K-League

Sezóna 2006:
| Klub                    | Město     |
| ----------------------- | --------- |
| Busan I'Park            | Pusan     |
| Chunnam Dragons         | Gwangyang |
| Daegu FC                | Tegu      |
| Daejeon Citizen         | Tedžon    |
| FC Seoul                | Soul      |
| Gwangju Sangmu Phoenix  | Kwangdžu  |
| Gyeongnam FC            | Changwon  |
| Ilhwa Chunma            | Seongnam  |
| Incheon United          | Inčchon   |
| Jeju United FC          | Jeju      |
| Jeonbuk Hyundai Motors  | Čondžu    |
| Pohang Steelers         | Pohang    |
| Suwon Samsung Bluewings | Suwon     |
| Ulsan Hyundai Horang-i  | Ulsan     |

## Kuvajt
- Kuvajtské fotbalové kluby
- Fotbalová asociace: Kuwait Football Association
- Nejvyšší soutěž: Kuwaiti Premier League

Sezóna 2006/2007:
| Klub          | Město                 |
| ------------- | --------------------- |
| al-Arabi      | al-Mansuriyah, Kuvajt |
| al-Fahaheel   | Ahmadí                |
| al-Jahra      | Jahra                 |
| al-Kuwait SC  | Kuvajt                |
| al-Naser      | Kuvajt                |
| al-Sahel      | Abu Hulayfah          |
| al-Salmiya SC | Salmiya               |
| al-Shabab     | Ahmadí                |
| al-Tadamon    | al-Farwaniyah         |
| al-Yarmuk     | Mishref               |
| Kazma SC      | Ad Da'iyah, Kuvajt    |
| Khaitan SC    | Kuvajt                |
| Qadsia SC     | Kuvajt                |
| Sulaibikhat   | Kuvajt                |

## Kyrgyzstán
- Kyrgyzské fotbalové kluby
- Fotbalová asociace: Football Federation of Kyrgyz Republic
- Nejvyšší soutěž: Kyrgyzstan League

Sezóna 2006:
Skupina A
| Klub               | Město  |
| ------------------ | ------ |
| FK Abdyš-Ata Kant  | Kant   |
| FK Dordoj-Dinamo   | Naryn  |
| Muras-Sport Biškek | Biškek |
| Šer-Ak-Dan Biškek  | Biškek |
| KGZ U17            | Biškek |

Skupina B
| Klub                    | Město      |
| ----------------------- | ---------- |
| Ak-Bura Oš              | Oš         |
| Alaj Oš                 | Oš         |
| Dinamo Aravan           | Aravan     |
| Dostuk Özgön            | Özgön      |
| Šachťor Kyzyl-Kija      | Kyzyl-Kija |
| Žaštyk Ak-Altyn Karasaj | Karasaj    |

## Laos
- Laoské fotbalové kluby
- Fotbalová asociace: Lao Football Federation
- Nejvyšší soutěž: Lao League

Sezóna 2005/2006:
| Klub                            | Město     |
| ------------------------------- | --------- |
| Army FC                         | Vientiane |
| Bank                            |           |
| Kavin College                   |           |
| Lao-American College FC         |           |
| Lao Journalists' Association FC |           |
| MCTPC                           |           |
| Ministry of Public Security     |           |
| National University             |           |
| Prime Minister's Office FC      |           |
| Vientiane FC                    | Vientiane |
| Vientiane Province              |           |
| Vilakone FC                     |           |

## Libanon
- Libanonské fotbalové kluby
- Fotbalová asociace: Federation Libanaise de Football
- Nejvyšší soutěž: Lebanese Premier League

Sezóna 2006/2007:
| Klub             | Město   |
| ---------------- | ------- |
| al-Ahed          | Bejrút  |
| al-Ahli          | Sidon   |
| al-Ansar         | Bejrút  |
| al-Hikma         | Bejrút  |
| al-Mubarrah      |         |
| al-Nejmeh        | Bejrút  |
| al-Rayyan        |         |
| al-Safa          | Bejrút  |
| al-Salam Zgharta | Zgharta |
| al-Tadamon       | Tyre    |
| Olympic Beirut   | Bejrút  |
| Shabab al-Sahel  | Bejrút  |

## Macao
- Macajské fotbalové kluby
- Fotbalová asociace: Macau Football Association
- Nejvyšší soutěž: Campeonato da 1ª Divisão do Futebol

Sezóna 2006:
| Klub                         |
| ---------------------------- |
| Heng Tai                     |
| Hoi Fan                      |
| Kin Chong                    |
| Kuan Tai                     |
| Lam Pak                      |
| MAC U18                      |
| Monte Carlo                  |
| Polícia de Segurança Pública |
| Serviços de Alfândega        |
| Vá Luen                      |

## Malajsie
- Malajsijské fotbalové kluby
- Fotbalová asociace: Football Association of Malaysia
- Nejvyšší soutěž: Malaysian Super League

Sezóna 2006/2007:
| Klub                          | Město                       |
| ----------------------------- | --------------------------- |
| Duli Pengiran Muda Mahkota FC | Bandar Seri Begawan, Brunej |
| Johor FC                      | Pasir Gudang                |
| Kedah FA                      | Alor Star                   |
| Malacca FA                    | Malacca Town                |
| Melaka Telekom                | Malacca Town                |
| Negri Sembilan FA             | Seremban                    |
| Pahang FA                     | Kuantan                     |
| Penang FA                     | Penang                      |
| Perak FA                      | Ipoh                        |
| Perlis FA                     | Kangar                      |
| Sarawak FA                    | Kuching                     |
| Selangor FA                   | Shah Alam                   |
| Terengganu FA                 | Kuala Terengganu            |

## Maledivy
- Maledivské fotbalové kluby
- Fotbalová asociace: Football Association of Maldives
- Nejvyšší soutěž: Dhivehi League

Sezóna 2006:
| Klub           | Město |
| -------------- | ----- |
| Foakaidhoo     |       |
| Guraidhoo      |       |
| IFC            |       |
| New Radiant SC | Male  |
| Mahibadhoo     |       |
| Maziya         |       |
| Valencia       | Male  |
| Victory        | Male  |

## Mongolsko
- Mongolské fotbalové kluby
- Fotbalová asociace: Mongolian Football Federation
- Nejvyšší soutěž: Mongolia Premier League

Sezóna 2006:
| Klub                 | Město     |
| -------------------- | --------- |
| Baganoor             | Baganoor  |
| Darchan              | Darchan   |
| Changard             | Erdenet   |
| Charástsai           | Ulánbátar |
| Chasin Chultód       | Ulánbátar |
| Choromchon           | Ulánbátar |
| Chotol               | Chotol    |
| Mazálai              | Ulánbátar |
| Selenge Press        | Ulánbátar |
| Ulánbátar University | Ulánbátar |
| Zanchin              | Ulánbátar |
| Yamin Uud            | Zamin Uud |

## Myanmar
- Myanmarské fotbalové kluby
- Fotbalová asociace: Myanmar Football Federation
- Nejvyšší soutěž: Myanmar Premier League

Sezóna 2005/2006:
| Klub                            | Město  |
| ------------------------------- | ------ |
| Army                            |        |
| A&I                             |        |
| Banner                          |        |
| Committee                       |        |
| Construction                    |        |
| Defence                         |        |
| Finance and Revenue             | Rangún |
| Forestry                        |        |
| Home Affairs                    |        |
| Kanbawza                        |        |
| MAPT                            |        |
| Ministry of Comerce             | Rangún |
| Ministry of Energy              | Rangún |
| Ministry of Rail Transportation | Rangún |
| Soon Ye                         |        |
| Transport                       |        |

## Nepál
- Nepálské fotbalové kluby
- Fotbalová asociace: Nepal Football Association
- Nejvyšší soutěž: Martyrs League

Sezóna 2006/2007:
| Klub                      | Město        |
| ------------------------- | ------------ |
| Boys Union                | Tripureshwar |
| Brigade Boys Club         | Pátan        |
| Friends Club              | Pátan        |
| Gyanendra Armed Police FC | Káthmándú    |
| Jawalakhel Youth Team     | Pátan        |
| Machhindra Energizer FC   | Káthmándú    |
| Machindra FC              | Káthmándú    |
| Mahendra Police Club      | Káthmándú    |
| Manang Marsyagdi Club     | Marsyagdi    |
| New Road Team             | Káthmándú    |
| Ranipokhari Corner Team   | Ranipokhari  |
| Sankata Boys SC           | Káthmándú    |
| Saraswoti Youth Club      |              |
| Three Star Club           | Pátan        |
| Tribhuvan Army Club       | Káthmándú    |

## Omán
- Kategorie:Ománské fotbalové kluby
- Fotbalová asociace: Ománský fotbalový svaz
- Nejvyšší soutěž: OFA Oman Mobile League

Sezóna 2006/2007:
| Klub        | Město      |
| ----------- | ---------- |
| Bahla Club  | Bahla      |
| Dhofar Club | Salála     |
| al-Khaburah | al-Chabura |
| Mjees Club  | Mjees      |
| Muscat Club | Maskat     |
| al-Nahda    |            |
| al-Nasr     | Salála     |
| al-Oruba    | Súr        |
| al-Salam    |            |
| Seeb Club   | Maskat     |
| Sur Club    | Súr        |
| Talia Club  | Maskat     |

## Pákistán
- Pákistánské fotbalové kluby
- Fotbalová asociace: Pakistan Football Federation
- Nejvyšší soutěž: Pakistan Premier League

Sezóna 2006:
| Klub                      | Město      |
| ------------------------- | ---------- |
| Afghan FC                 | Chaman     |
| HBL FC                    | Karáčí     |
| KESC FC                   | Karáčí     |
| KPT FC                    | Karáčí     |
| KRL FC                    | Rávalpindí |
| National Bank of Pakistan | Karáčí     |
| Pakistan Army FC          | Rávalpindí |
| Pakistan Navy FC          | Islámábád  |
| Pakistan Railways FC      | Láhaur     |
| WAPDA FC                  | Láhaur     |
| Wohaib FC                 | Láhaur     |

## Palestinská autonomie
- Palestinské fotbalové kluby
- Fotbalová asociace: Pakistan Football Federation
- Nejvyšší soutěž: Pakistan Premier League

Sezóna 2005/2006:
- Pásmo Gazy

Skupina 1
| Klub                | Město       |
| ------------------- | ----------- |
| al-Mashal           |             |
| Bait Hanoun         |             |
| Gaza SC             | Gaza        |
| Jamiat al-Salah     |             |
| Khidmat al-Maghazi  |             |
| Khidmat al-Shatia   |             |
| Khidmat Khan Younes | Khan Younes |
| Khidmat Rafah       | Rafah       |

Skupina 2
| Klub                | Město       |
| ------------------- | ----------- |
| Ahli Neseerat       |             |
| al-Ahli             |             |
| al-Sadaqah          |             |
| al-Zaitoun          |             |
| al-Zawaydah         |             |
| Ittihad al-Shajaiya |             |
| Ittihad Khan Younes | Khan Younes |
| Palestine           |             |

- Západní břeh Jordánu

| Klub              | Město      |
| ----------------- | ---------- |
| Abú Dees          |            |
| Ahli al-Khaleel   | al-Khaleel |
| al-Arabi          |            |
| al-Birah          |            |
| al-Dhahriah       |            |
| al-Islam          |            |
| al-Khedher        |            |
| Hilal al-Makdesi  | Jeruzalém  |
| Hilal Areeha      | Areeha     |
| Ittihad Nábulus   | Nábulus    |
| Jabal al-Mokaper  |            |
| Jenin             | Jenin      |
| Markaz Askar      | Askar      |
| Markaz Balata     | Balata     |
| Markaz Tulkarem   | Tulkarem   |
| Salwan            |            |
| Shabab al-Amari   |            |
| Shabab al-Khaleel | al-Khaleel |
| Súr Baher         |            |
| Thagafi Tulkarem  | Tulkarem   |
| Wadi al-Nes       |            |
| Yata              |            |

## Saúdská Arábie
- Fotbalové kluby Saúdské Arábie
- Fotbalová asociace: Saudi Arabia Football Federation
- Nejvyšší soutěž: Saudi Premier League

Sezóna 2006/2007:
| Klub        | Město  |
| ----------- | ------ |
| al-Ahli     | Džidda |
| al-Faisaly  | Rijád  |
| al-Hazm     | Rass   |
| al-Ahli     | Rijád  |
| al-Ittifaq  | Dammám |
| al-Ittihad  | Džidda |
| al-Khaleej  | Saihat |
| al-Nasr     | Rijád  |
| al-Qadisiya | Chúbar |
| al-Shabab   | Rijád  |
| al-Ta'ee    | Ha'il  |
| al-Wahda    | Mekka  |

## SAE
- Fotbalové kluby Spojených arabských emirátů
- Fotbalová asociace: United Arab Emirates Football Association
- Nejvyšší soutěž: UAE League

Sezóna 2006/2007:
| Klub               | Město          |
| ------------------ | -------------- |
| al-Ahli            | Dubaj          |
| al-Ahli Fujairah   | Fujairah       |
| al-Ain             | Al Ajn         |
| al-Emarat          | Ras al-Khaimah |
| al-Jazira          | Abú Zabí       |
| al-Nasr            | Dubaj          |
| al-Shaab           | Sharjah        |
| al-Shabab al-Arabi | Dubaj          |
| al-Wahda           | Abú Zabí       |
| al-Wasl            | Dubaj          |
| Dubai Club         | Dubaj          |
| Sharjah FC         | Sharjah        |

## Singapur
- Singapurské fotbalové kluby
- Fotbalová asociace: Football Association of Singapore
- Nejvyšší soutěž: S.League

Sezóna 2006/2007:
| Klub                      | Město         |
| ------------------------- | ------------- |
| Albirex Niigata FC        | Jurong        |
| Balestier Khalsa FC       | Toa Payoh     |
| Geylang United FC         | Bedok         |
| Gombak United FC          | Queenstown    |
| Home United FC            | Bishan        |
| Korean Super Reds FC      |               |
| Liaoning Guangyuan FC     |               |
| Sengkang Punggol FC       | Hougang       |
| Singapore Armed Forces FC | Choa Chu Kang |
| Tampines Rovers FC        | Tampines      |
| Woodlands Wellington FC   | Woodlands     |
| Young Lions               | Jalan Besar   |

## Srí LankaSrí Lanka
- srílanské fotbalové kluby
- Fotbalová asociace: Football Federation of Sri Lanka
- Nejvyšší soutěž: Sri Lanka Premier League

Sezóna 2006/2007:
Skupina A
| Klub                   | Město    |
| ---------------------- | -------- |
| Blue Star SC           | Kalutara |
| Negombo Youth SC       | Negombo  |
| Ratnam SC              | Colombo  |
| Renown SC              | Colombo  |
| Saunders SC            | Colombo  |
| Sri Lanka Air Force SC | Colombo  |
| Sri Lanka Army SC      | Colombo  |
| Sri Lanka Police SC    | Colombo  |
| York SC                | Kandy    |

Skupina B
| Klub             | Město     |
| ---------------- | --------- |
| Golden Star SC   | Kandy     |
| Java Lane SC     |           |
| Jupiters SC      | Negombo   |
| Kalutara Park SC | Kalutara  |
| Matara SC        |           |
| New Young SC     | Wennapuwa |
| Old Bens SC      | Colombo   |
| Red Sun SC       | Gampola   |

## Sýrie
- Syrské fotbalové kluby
- Fotbalová asociace: Syrian Arab Federation for Football
- Nejvyšší soutěž: Syrian League

Sezóna 2006/2007:
| Klub       | Město        |
| ---------- | ------------ |
| al-Futowa  | Dajr az-Zaur |
| al-Horriya | Aleppo       |
| al-Ittihad | Aleppo       |
| al-Jaish   | Damašek      |
| al-Karama  | Homs         |
| al-Majd    | Damašek      |
| al-Qrdaha  | Qrdaha       |
| al-Shorta  | Damašek      |
| al-Taliya  | Hamá         |
| al-Wahda   | Damašek      |
| al-Wathba  | Homs         |
| Hottin SC  | Lázikíja     |
| Jablah SC  | Jabala       |
| Teshrin SC | Lázikíja     |

## Tádžikistán
- Tádžické fotbalové kluby
- Fotbalová asociace: Tajikistan Football Federation
- Nejvyšší soutěž: Tajik League

Sezóna 2006:
| Klub                      | Město        |
| ------------------------- | ------------ |
| CSKA Dušanbe              | Dušanbe      |
| Dinamo Dušanbe            | Dušanbe      |
| HIMA Dušanbe              | Dušanbe      |
| FK Chujand                | Chujand      |
| Olimi Karimzod Mastčoh    | Mastčoh      |
| Orijono Dušanbe           | Dušanbe      |
| Parvoz Bobojon Ghafurov   | Gafurov      |
| Regar-TadAZ Tursunzoda    | Tursunzade   |
| Sarokamar Panj            | Panj         |
| SKA-Pamir Dušanbe         | Dušanbe      |
| Tajik Telecom Qughonteppa | Qurghonteppa |
| Vachš Qughonteppa         | Qurghonteppa |

## Thajsko
- Thajské fotbalové kluby
- Fotbalová asociace: Football Association of Thailand
- Nejvyšší soutěž: Thailand Premier League

Sezóna 2006:
| Klub                          | Město               |
| ----------------------------- | ------------------- |
| Bangkok Bank FC               | Bangkok             |
| Bangkok University FC         | Bangkok             |
| BEC Tero Sasana               | Bangkok             |
| Chonburi FC                   | Chonburi            |
| Krung Thai Bank FC            | Bangkok             |
| Osotsapa FC                   | Bangkok             |
| Port Authority of Thailand FC | Bangkok             |
| Provincial Electricity FC     | Bangkok             |
| Royal Thai Army FC            | Bangkok             |
| Suphan Buri FC                | Suphanburi Province |
| Thailand Tobacco Monopoly FC  | Bangkok             |
| Thai Honda FC                 | Bangkok             |

## Turkmenistán
- Turkmenské fotbalové kluby
- Fotbalová asociace: Football Association of Turkmenistan
- Nejvyšší soutěž: Turkmenistan League

Sezóna 2006:
| Klub                | Město       |
| ------------------- | ----------- |
| FK Ašchabad         | Ašchabad    |
| FK Merv             | Merv        |
| Kopet-Dag Ašchabad  | Ašchabad    |
| Nebitči Balkanabad  | Balkanabad  |
| Nisa Ašchabad       | Ašchabad    |
| Šagadam Turkmenbaši | Turkmenbaši |
| Turan Tašauz        | Tašauz      |
| UTTU Ašchabad       | Ašchabad    |

## Uzbekistán
- Uzbecké fotbalové kluby
- Fotbalová asociace: Uzbekistan Football Federation
- Nejvyšší soutěž: Oliy League

Sezóna 2006:
| Klub                   | Město     |
| ---------------------- | --------- |
| FK Andijan Taškent     | Taškent   |
| FK Buchoro             | Buchara   |
| FK Lokomotiv Taškent   | Taškent   |
| FK Maš'al Mubarek      | Mubarek   |
| FK Nasaf Karši         | Karši     |
| FK Navbachor Namangan  | Namangan  |
| FK Neftči Fergana      | Fergana   |
| FK Pachtakor Taškent   | Taškent   |
| FK Kyzylkum Zarafšon   | Zarafšon  |
| FK Samarkand-Dinamo    | Samarkand |
| FK Šortanneftgaz Guzor | Guzor     |
| FK Topalang Sariosijo  | Sariosijo |
| FK Traktor Taškent     | Taškent   |
| FK Metallurg Bekobod   | Bekobod   |
| FK Sogdijona Jizak     | Jizak     |
| FK Chorezm Urgenč      | Urgenč    |

## Vietnam
- Vietnamské fotbalové kluby
- Fotbalová asociace: Vietnam Football Federation
- Nejvyšší soutěž: V-League

Sezóna 2006:
| Klub                       | Město       |
| -------------------------- | ----------- |
| Bình Duong                 | Thu Dau Mot |
| Da Nang FC                 | Da Nang     |
| Gach Dong Tam Long An      | Tân An      |
| GM M Nam Dinh              | Nam Dinh    |
| Hoa Phat                   | Hanoj       |
| Hoang Anh Gia Lai          | Pleiku      |
| Khatoco Khánh Hoà          | Nha Trang   |
| LG-ACB Ha Noi              | Hanoj       |
| Mitsu Haier Hai Phong      | Haiphong    |
| Pisico Bình Ðinh           | Qui Nhon    |
| Pjico Sông Lam Nghe An     | Vinh        |
| Thep Mien Nam-Cang Sai Gon | Saigon      |
| Thép Pomina TG             | Mỹ Tho      |

## Východní Timor
- Východotimorské fotbalové kluby
- Fotbalová asociace: Federaçao Futebol Timor-Leste
- Nejvyšší soutěž: Timor-Leste Super Liga

Sezóna 2005/2006:
Skupina A
| Klub        | Město |
| ----------- | ----- |
| AS Lero     |       |
| Bulgária SC |       |
| FC Audian   |       |
| São José    |       |
| SLB Laulara |       |

Skupina B
| Klub          | Město |
| ------------- | ----- |
| Académice     |       |
| Fima Sporting |       |
| Kulugisa      |       |
| Virtu         |       |